# Grauwe wilgenvouwmot
De grauwe wilgenvouwmot (Phyllonorycter viminetorum) is een vlinder uit de familie mineermotten (Gracillariidae). De wetenschappelijke naam is voor het eerst geldig gepubliceerd in 1854 door Stainton.
De soort komt voor in Europa.